# Carlos Busqued
Carlos Sebastián Busqued (Presidencia Roque Sáenz Peña, 30 de mayo de 1970-Buenos Aires, 29 de marzo de 2021) fue un escritor, ingeniero y docente argentino. Su primera novela, Bajo este sol tremendo (2009), fue finalista del Premio Herralde de Novela, traducida a cuatro idiomas y adaptada al cine. Su segundo y último libro fue la crónica de no ficción Magnetizado (2018), acerca de los crímenes del asesino en serie argentino Ricardo Melogno.
Usuario activo de la red social Twitter, donde se expresó de manera irónica y sarcástica acerca de las problemáticas de su tiempo, Busqued falleció a causa de un accidente doméstico producto de un infarto a los 50 años.

## Biografía

### Primeros años y formación
Carlos Sebastián Busqued nació en 1970 en la ciudad de Presidencia Roque Sáenz Peña, provincia de Chaco, Argentina, donde vivió hasta los quince años, edad en la que se estableció en Córdoba. Allí, concluyó su educación secundaria, estudió ingeniería metalúrgica, se recibió e intentó estudiar la carrera de Letras, pero la abandonó durante el curso de ingreso.
Entre los años 2006 y 2007, se mudó a la ciudad de Buenos Aires.

### Labor docente, cultural y consagración literaria
Busqued impartió clases en la Universidad Tecnológica Nacional de Buenos Aires y la Universidad Nacional de Córdoba. Además, formó parte del Comité Ejecutivo de EDUTECNE, la editorial de la Universidad Tecnológica.
Como productor radial, produjo los programas de radio El otoño en Pekín, Vidas Ejemplares y Prisionero del Planeta Infierno, y colaboró en las revistas El Ojo con Dientes y Cerdos y Peces.
En el 2009, publicó su primer libro, la novela Bajo este sol tremendo. El texto fue semifinalista del Premio Herralde de Novela en el 2008, aclamado por la crítica y el público, lo ubicó como uno de los más destacados escritores argentinos contemporáneos y fue traducido a los idiomas inglés, italiano, francés y alemán. En el 2017, además, fue adaptado al cine por el director uruguayo Israel Adrián Caetano con el título de El otro hermano.
En el 2018, el escritor publicó su segundo y último libro, la crónica de no ficción Magnetizado. Una conversación con Ricardo Melogno, acerca de la vida y crímenes del asesino en serie argentino Ricardo Luis Melogno, quien, sin motivación aparente, asesinó a cuatro taxistas de la ciudad y la provincia de Buenos Aires en 1982. El texto fue igualmente bien recibido por la crítica y los lectores, quienes destacaron su hibridación genérica y el capítulo narrado en primera persona.

### Fallecimiento y publicaciones póstumas
El 29 de marzo del 2021, Busqued falleció a los 50 años de edad a causa de un accidente doméstico producto de un infarto en las escaleras del edificio de San Cristóbal donde vivía. En el momento de su muerte, diversos usuarios de internet, figuras públicas y escritores como Sergio Olguín, Claudia Piñeiro y Mariana Enríquez, entre otros, manifestaron su pesar a través de las redes sociales.
En agosto del 2022, una colección de todos sus cuentos fue publicada por la revista Clarice con el título de Carlos Busqued, los cuentos. En agosto del 2024, la editorial Blatt & Ríos publicó Borderline Carlito, una selección de entradas de su blog.

## Obra

### Narrativa
- Bajo este sol tremendo (2009, Anagrama)
- Magnetizado (2018, Anagrama)

### Póstumo
- Carlos Busqued, los cuentos (2022, Clarice)
- Borderline Carlito (2024, Blatt & Ríos)

### Filmografía
- El otro hermano (2017, adaptación cinematográfica de Bajo este sol tremendo realizada por Israel Adrián Caetano)